# پنام
پَنام یا پَدام پارچه ای بوده که آن را روی دهان آویخته و با دو نوار پشت سر گره می‌زدند. این پارچه در زمان خواندن اوستا و همچنین زمانی به کار می‌رود که موبد در مقابل آتش و انجام آیین دینی بوده تا از آلودگی نفس و بخار دهان برکنار باشد. صورت اوستایی آن «پئیتی دان» است.
تاریخ‌نگاران و جغرافی‌دانان یونانی، استرابون (۲۷ پیش از میلاد – ۱۴ پس از میلاد) در مورد مغان کاپادوکی می‌نویسد. در کاپادوکیه (ترکیه امروزی) مغان هنگام اجرای مراسم نیایش جلوی بینی و دهان خود را با روپوشی نمدین این رسم شباهت با رسوم زرتشتی دارد، هاشم رضی نوشته است اما وجود آن را دال بر یکی بودن این دو آیین نمی‌توان دانست. هم در ایران و هم در هند وظیفه روحانیان برگزار کننده مراسم این بود که نوعی روپوش برای بینی و دهام خود استفاده کنند تا آتش مقدس از دم آنها آلوده نشود.